# Phosphoglyceride

Allgemeine Struktur der Phosphoglyceride. Die Reste R^{1} und R^{2} bestimmen die Fettsäuren, der Rest X bestimmt die Klasse.

Phosphoglyceride, auch Glycerophospholipide/Phosphoglycerolipide genannt, sind Acylglycerine (Glyceride) und gehören zu der Gruppe der Phospholipide. Sie sind Bestandteile der Zellmembranen bei Bakterien und höheren Organismen und setzen sich wie alle Phospholipide aus einem hydrophilen Kopf und zwei hydrophoben Kohlenwasserstoffresten zusammen.

## Struktur und Vorkommen
Phosphoglyceride sind aufgebaut aus Glycerin, das mit zwei Fettsäuren an zwei der Hydroxygruppen (OH-Gruppen) verestert ist. An eine der dritten, endständigen OH-Gruppen ist eine Phosphatgruppe gebunden. Diese Phosphatgruppe ist wiederum mit unterschiedlichen Alkoholen (X) verestert. Die Phosphatgruppe bildet also einen Phosphorsäurediester. Alle natürlich vorkommenden Phosphoglyceride weisen (mit Ausnahme weniger Archaeen) die sn-Konfiguration auf, welche die stereospezifische räumliche Anordnung der Substituenten des Glycerins festlegt.
Die Struktur von Phosphoglyceriden kann man auch als die von Fetten auffassen, bei denen eine Fettsäure durch einen Phosphorsäureester ersetzt ist. Durch die beiden Fettsäurereste (R1COO- und R2COO-) und den Alkohol (X) werden die Funktion und die Eigenschaften des Phosphoglycerids entscheidend bestimmt. Der Alkohol kann beispielsweise Serin, Cholin,  Inosit oder Colamin sein. Handelt es sich um eine Veresterung mit Cholinen, so entstehen Lecithine (auch Phosphatidylcholine); bei der Veresterung mit Serin werden Kephaline gebildet. Falls die erste Fettsäure eines Phospholipids durch einen langkettigen Enolether oder einen Aldehyd mit 16–20 Kohlenstoffatomen ersetzt wird, nennt man die entstehenden Phosphoglyceride Plasmalogene.
Besonders hoch ist das Vorkommen von Phosphoglyceriden im Rückenmark (6–10 %, bezogen auf den Gesamtfettgehalt), Gehirn (3,7–6 %), Leber (1–5 %), Herz (1–3 %) und im Eigelb (8–10 %). Auch bei Pflanzen findet man Phosphorglyceride, und zwar in Samen und Wurzeln.
| Klasse                               | Strukturformel | Rest X                  |
| ------------------------------------ | -------------- | ----------------------- |
| Phosphatidsäure                      |                | Wasserstoffatom         |
| Phosphatidylcholin (Lecithin)        |                | Cholin                  |
| Phosphatidylethanolamin              |                | Ethanolamin             |
| Phosphatidylinositol                 |                | Inosit                  |
| Phosphatidylserin                    |                | Serin                   |
| Diphosphatidylglycerin (Cardiolipin) |                | Glycerinphosphatidsäure |

## Biosynthese
In Bakterien wird Phosphatidylethanolamin durch Decarboxylierung aus Phosphatidylserin hergestellt, vermittelt durch Phosphatidylserin-Decarboxylasen (Psd). Cardiolipin wird in Bakterien durch eine von mehreren Cardiolipin-Ligasen (CL) gebildet.

## Bedeutung und Verwendung
Phosphatidylinositol ist Bestandteil einiger Signalübertragungswege innerhalb des Körpers, beispielsweise derer von einigen Hormonen und dient weiterhin der Verankerung von Proteinen in der Zellmembran.
Phosphatidylserin wird bei der Apoptose von Zellen als „Eat-me-Signal“ externalisiert.
Ammoniumsalze von Phosphatidsäuren werden unter der Bezeichnung E 442 (Ammoniumphosphatid) als Lebensmittelzusatzstoffe (Emulgatoren und Stabilisatoren) in Kakao- und Schokoladenprodukten eingesetzt.